# Purin végétal
Cet article concerne le purin d'origine végétale. Pour le purin d'origine animale, voir Purin.

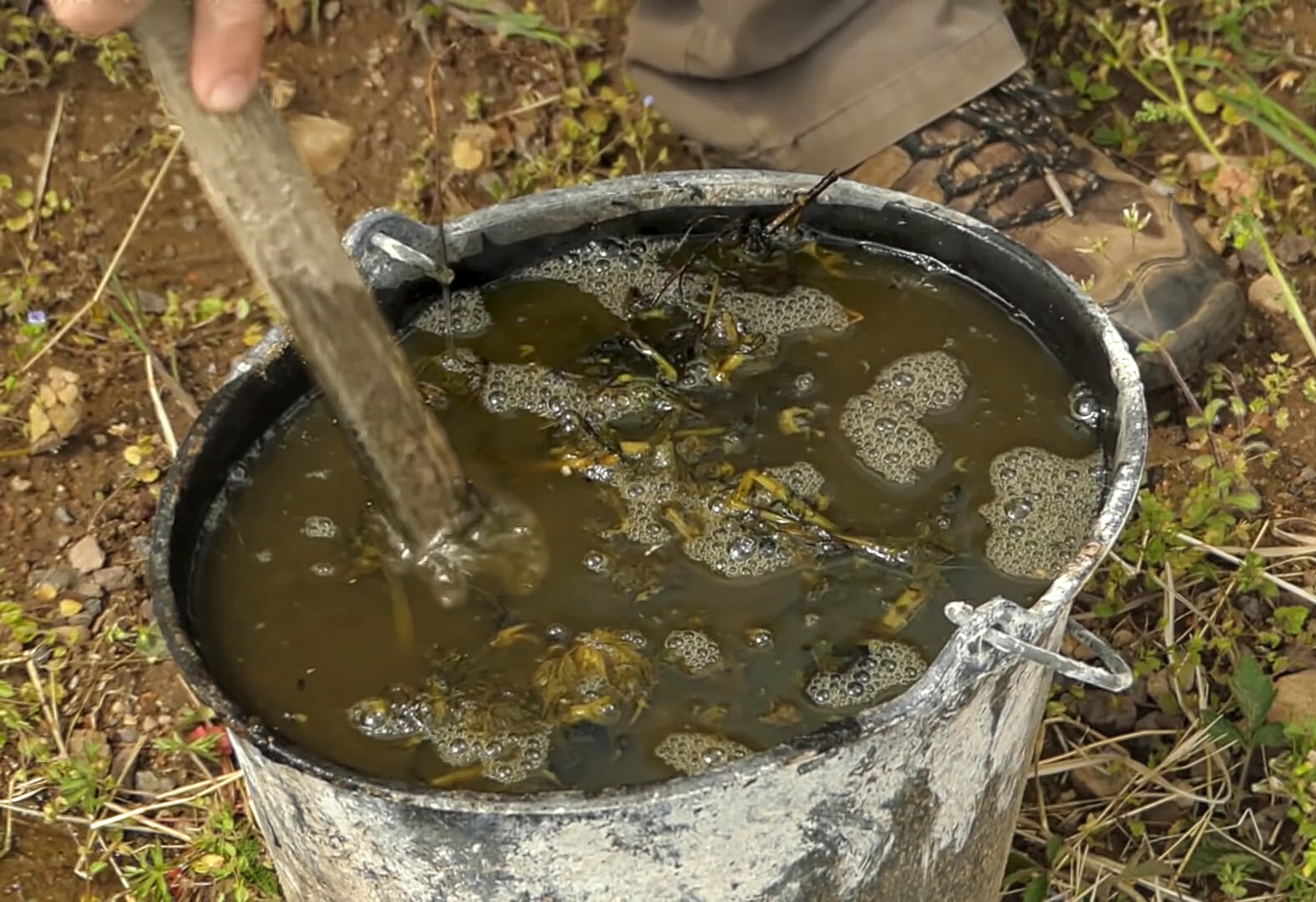
Le purin d'orties est utilisé comme engrais biologique.

Un purin végétal désigne un produit issu de la macération, de l'infusion, de la décoction de certaines plantes et algues dans de l'eau et le plus souvent modifié par une fermentation, naturelle ou provoquée. Ces purins peuvent servir, selon leur stade de maturation et le végétal utilisé, d'insecticides, de fongicides (lutte biologique), d'engrais ou d'activateur de compost. Ces pratiques qui ne sont pas nécessairement anciennes sont communes en agriculture biologique et en agriculture régénératrice. Elles peuvent être rattachées aux pratiques plus générales de la phytothérapie ou de la naturopathie.

## Origines et utilisations générales
Les purins végétaux, en vogue depuis les années 1990 comme pesticides ou activateurs biologiques, sont généralement réalisés à partir de macération de végétaux dans de l'eau (1 kg pour 10 l d'eau). Ils auraient en commun avec les purins de ferme un effet souvent positif sur les cultures et une odeur nauséabonde. Ils sont surtout utilisés en agriculture biologique. Leur efficacité réelle en termes de protection des cultures est discutée.
Bien que les purins végétaux soient souvent présentés comme des remèdes de grand-mères, leur élaboration, telle qu'elle est réalisée aujourd'hui, semble être une pratique récente (depuis la fin des années 1990). Cependant les éleveurs et jardiniers possesseurs de basse-cour ont régulièrement utilisé d'autres végétaux que les pailles de céréales (des fougères, par exemple) pour les litières, et jeté des plantes comme les orties au fumier ou au purin. Ces purins traditionnels étaient donc parfois aussi des macérations de végétaux divers avec du purin d'élevage.
La plupart du temps, ces purins, lorsqu'ils sont élaborés et autoconsommés à la ferme ou au jardin, sont moins coûteux que les extraits industriels correspondant.

## Purins divers insecticides
De nombreux végétaux auraient des vertus insecticides comme :
- en décoction – l'absinthe, l'ail, la camomille, le noyer et le sureau ;
- en infusion – l'épazote, le lantana ou la tanaisie ;
- en macération (1 à 2 jours) – le pyrèthre (de nombreuses préparations à l'efficacité reconnue sont disponibles dans le commerce et utilisables en agriculture biologique), le tabac (l'usage de nicotine, donc d'extrait de tabac, comme insecticide est néanmoins interdit), la rhubarbe ;
- en purin (macération longue jusqu'à fermentation) – l'armoise, la fougère, le genêt, la lavande, l'ortie, la rue officinale.

## Purin d'orties
Le purin d'orties, dont l'appellation correcte est « extrait fermenté d'orties », est principalement utilisé comme fertilisant (riche en azote mais faible en potasse) en arrosage, comme éliciteur en pulvérisation foliaire et, dans une moindre mesure, insecticide par effet répulsif (il serait très efficace contre les pucerons). Il est issu de la macération d'orties hachées dans de l'eau pendant 10 jours à l'abri de la lumière (au-delà de 15 jours il devient herbicide). La macération dégage beaucoup de gaz. Le liquide obtenu est lui-même dilué à 10 à 20 % dans l'eau d'arrosage (ou à 5 à 10 % dans l'eau de pulvérisation). L'odeur du purin d'ortie est particulièrement nauséabonde.
Pour faire le purin d'orties il existe aussi cette recette très simple : La macération doit se faire dans de l’eau à raison d'1 kg de feuilles d’orties pour 10 litres. Elle doit se faire en 3 à 4 jours à 18 °C, et le purin d’ortie doit être dilué dans environ 5 fois son volume d’eau dans un récipient fermé. Le purin d'ortie peut également servir d'activateur de compost.
Le 6 janvier 2006 en France, la loi d'orientation agricole, publiée au Journal officiel, entraîne la « guerre du purin d'ortie » en interdisant de vendre un produit phytopharmaceutique non homologué et qui ne possède pas d'autorisation de mise sur le marché. Cette interdiction est levée en avril 2011 par le ministère de l'Agriculture.

## Purin de prêle
Le purin de prêle, issu d'une décoction, aurait des effets fongicides car il apporte de la silice aux plantes, ce qui leur permettrait de renforcer leurs tissus.

## Décoction d'ail
La décoction d'ail serait également assez efficace comme fongicide.

## Purin de consoude

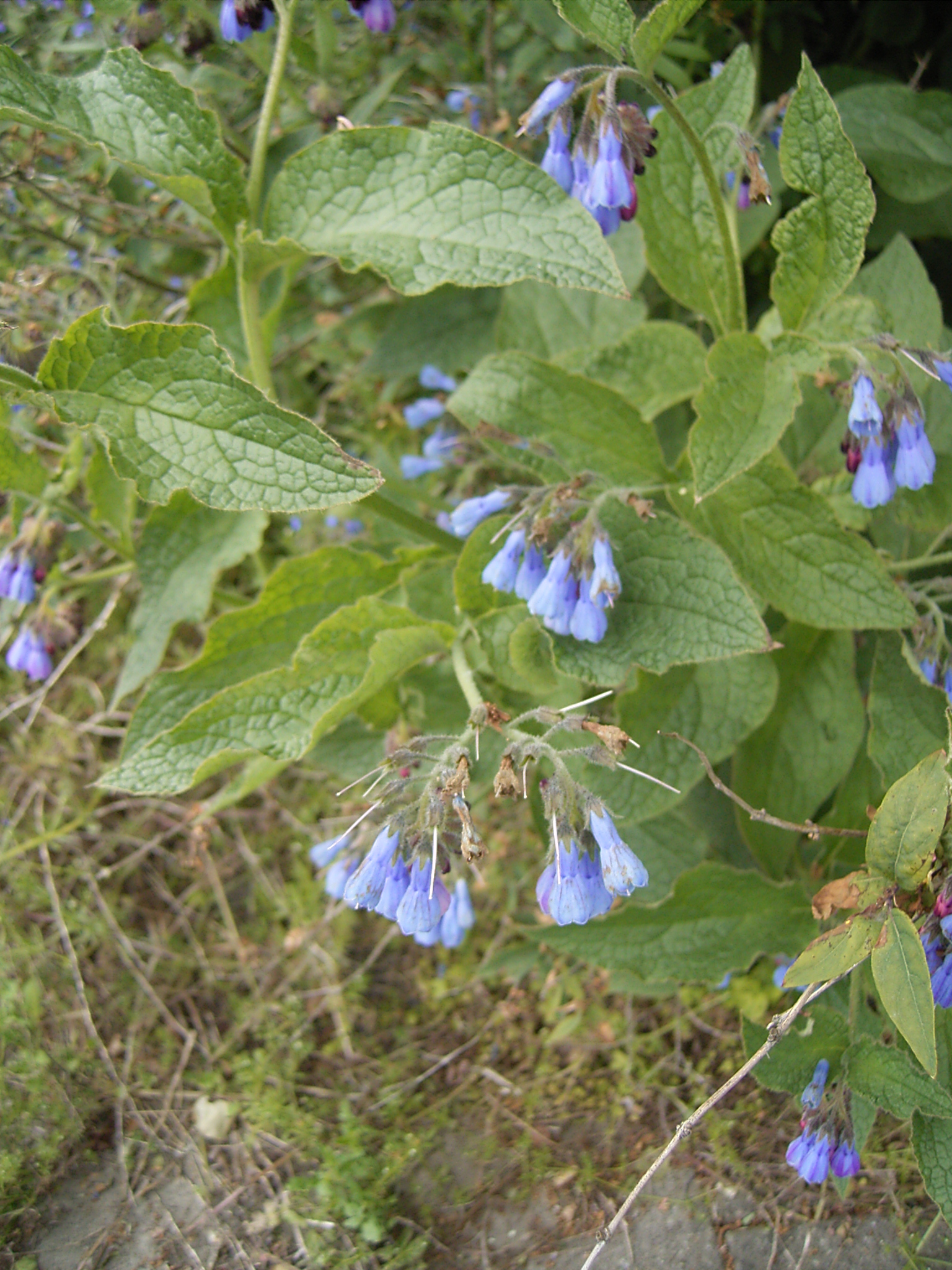
Symphytum asperum, une consoude.

Le purin de consoude est un fertilisant riche en potasse et contenant également de nombreux oligo-éléments tels que du calcium, du fer, du magnésium, du cuivre, du bore, du manganèse, et du zinc.

## Purin de valériane
Le purin de valériane est un excellent tonifiant pour les plantes à fleurs et les arbustes comme les rosiers car il permet d’accroître la floraison. Il stimule aussi les défenses des plantes contre les attaques des parasites et des maladies[réf. nécessaire]. C'est aussi un très bon activateur de compost[réf. nécessaire].

### Préparation
Hacher grossièrement 100 grammes de feuilles et de tiges.
- Mettre les herbes dans 1 litre d'eau froide et laisser macérer pendant 5 à 6 jours environ.
- Il faut remuer tous les jours le purin.
- Filtrer ensuite avant d'utiliser la préparation.

### Utilisation
- Effectuer une fois par mois des pulvérisations sur les feuillages des plantes avec de l'extrait fermenté dilué à 5 %, c'est-à-dire 5 centilitres d'extrait ajoutés à 95 centilitres d'eau ou 1 volume d'extrait pour 19 volumes d'eau.
- Arroser le tas de compost avec de l'extrait fermenté dilué à 10 %, c'est-à-dire 10 centilitres d'extrait ajoutés à 90 centilitres d'eau ou 1 volume d'extrait pour 9 volumes d'eau.
- On pourra utiliser ce type de purin en pulvérisation en y ajoutant un « agent mouillant » tel que savon (ou quelques gouttes de liquide vaisselle), du lait ou un extrait de racines de saponaires qui permettra à la pulvérisation de mieux se fixer sur la plante.

## Purin de pissenlit
On dit que le purin de pissenlit améliore la croissance et la qualité de la plante, et peut servir pour enrichir le compost.

### Préparation
On prend environ 2 kg de pissenlit frais ou 200 g de plantes séchées, on les mélange avec 10 litres d'eau.
On le laisse fermenter dehors jusqu'à ce qu'il n'y ait plus de mousse. On couvre le contenu avec un couvercle en cas de pluie, sinon, il faut le laisser à l'ombre, sans couvercle. On le remue une ou deux fois par jour.

### Utilisation
Arroser les plantes avec le purin non dilué.

## Purins d'algues
Voir Phaeophyceae#Usages agricoles
Ces purins, comme les autres types d'extraits d'algues sont surtout utilisés comme activateurs de croissance. Cette utilisation est motivée par la grande richesse des algues brunes en hormones végétales et oligo-éléments.

## Efficacité en utilisation phytosanitaire
Pour les utilisations phytosanitaires, il existe peu de travaux scientifiques sur le sujet pour beaucoup d'allégations à mi-chemin entre la légende urbaine et les croyances traditionnelles (des traditions d'ailleurs récentes).

La Société nationale d'horticulture de France a réalisé un rapport compilant quinze années d'expérimentations sur le sujet. Les auteurs ont commencé par explorer la littérature agricole en détail pour tenter de trouver l'origine de l'utilisation des purins végétaux, en particulier du purin d'ortie. Contrairement à une légende amplement répandue qui se réfère au sophisme de l'appel à l'ancien, l'utilisation de la purine d'ortie comme produit phytosanitaire a été trouvée à partir de la fin des années 1990. Par ailleurs, ils constatent l'absence d'effet positif reproductible des purins qu'ils ont étudiés concernant la protection des cultures :

« Au final [sic], il est frappant de constater l’écart entre les effets mesurés – nuls, ténus et/ou aléatoires – et les recommandations des prescripteurs de la profession sur l’emploi des purins. »

## Polémique sur la légalité
Tous les produits libellés ou présentés comme produit phytosanitaire ou engrais en France sont interdits s'ils sont dépourvus d'autorisation de mise sur le marché (effet phytosanitaire) ou d'une homologation (effet fertilisant), le purin en étant dépourvu, il ne pouvait faire l'objet de vente ou de promotion de sa fabrication pour ces usages. Cependant, des préparations étaient commercialisées chez de nombreux distributeurs, l'emballage ne précisait pas l'usage du produit mais seulement sa composition, laissant aux consommateurs avertis toute la liberté de l'utiliser pour ces effets présumés.
Une vaste polémique en 2006 a été provoquée par un texte de loi rappelant l'interdiction la mise sur le marché, la possession et la diffusion de produits phytosanitaires ne bénéficiant pas d'une autorisation de mise sur le marché, il fut aussi décidé d'interdire la publicité commerciale et l'incitation à leur usage. Visant à renforcer la législation sur les produits phytosanitaires classiques et notamment à mieux contrôler les produits interdits, cette législation a aussi touché le purin et d'autres préparations artisanales qui n'ont jamais été évaluées ni homologuées.
Le purin d'orties a été autorisé comme engrais et activateur de croissance avec une recette précise garantissant en théorie sa qualité arrêté du 18 avril 2011, décision s'inscrivant dans le cadre d'une douzaine de mesures prévues dans le plan Ecophyto 2018 élaboré lors du Grenelle de l'Environnement. Son protocole de fabrication, précisé dans l'annexe de l'arrêté du 18 avril 2011, est considéré par certains comme trop restrictif, le réduisant à « une piquette d'ortie complètement inefficace »